# Lịch sử Ba Lan (1945–1989)
Lịch sử của Ba Lan từ năm 1945 đến năm 1989 bao gồm thời kỳ thống trị của Liên Xô và sự quản lý nước này dưới chế độ cộng sản được áp đặt sau khi Thế chiến II kết thúc ở Ba Lan, khi được tái lập trong các biên giới mới. Giai đoạn này, trong khi có sự công nghiệp hóa và đô thị hóa nói chung và nhiều cải thiện về mức sống, [a1] đã bị hủy hoại bởi tình trạng bất ổn xã hội, xung đột chính trị và những khó khăn kinh tế nghiêm trọng.
Gần cuối Thế chiến II, Hồng quân Liên Xô đánh sang đã đẩy lực lượng Đức Quốc xã khỏi Ba Lan bị chiếm đóng. Tháng 2/1945, Hội nghị Yalta thông qua việc thành lập một chính phủ lâm thời Ba Lan từ một liên minh thỏa hiệp, chờ đến khi các bầu cử sau chiến tranh được. Joseph Stalin, lãnh đạo Liên Xô, đã thao túng việc thực thi phán quyết đó. Một Chính phủ lâm thời thống nhất hầu hết do cộng sản kiểm soát đã được thành lập tại Warsaw bằng cách phớt lờ chính phủ lưu vong Ba Lan có trụ sở tại London từ năm 1940.
Trong Hội nghị Potsdam sau đó vào tháng 7 năm 1945, ba đồng minh lớn đã phê chuẩn sự thay đổi khổng lồ về phía tây của biên giới Ba Lan và phê chuẩn lãnh thổ mới giữa các đường biên giới Oder Muff Neisse và Curzon. Sau sự tàn phá của dân số Do Thái Ba Lan trong thảm sát Holocaust, sự tháo chạy và trục xuất người Đức ở phía tây, tái định cư của người Ukraine ở phía đông, và việc hồi hương của người Ba Lan từ Kresy, Ba Lan lần đầu tiên trong lịch sử của họ trở nên đồng nhất về mặt dân tộc và quốc gia này không có dân tộc thiểu số nổi bật. Chính phủ mới đã củng cố quyền lực chính trị của mình trong hai năm tiếp theo, trong khi Đảng Công nhân Thống nhất Ba Lan (PZPR) dưới thời Bolesław Bierut giành được quyền kiểm soát vững chắc đối với đất nước, và trở thành một phần của phạm vi ảnh hưởng của Liên Xô thời hậu chiến ở Trung và Đông Âu.
Sau cái chết của Stalin năm 1953, một "sự tan băng" chính trị trong các nước chịu ảnh hưởng của Liên Xô cho phép một phe cộng sản mang tính tự do hơn của Ba Lan, do Władysław Gomułka lãnh đạo, đã giành được quyền lực. Đến giữa thập niên 1960, Ba Lan bắt đầu trải qua những khó khăn về kinh tế cũng như chính trị. Những khó khăn này lên đến đỉnh điểm trong cuộc khủng hoảng chính trị Ba Lan năm 1968 và các cuộc biểu tình năm 1970 của Ba Lan, khi một đợt tăng giá tiêu dùng dẫn đến một làn sóng đình công. Chính phủ đã giới thiệu một chương trình kinh tế mới dựa trên việc vay mượn quy mô lớn từ phương Tây, dẫn đến sự gia tăng về mức sống và kỳ vọng, nhưng chương trình này có nghĩa là sự hội nhập ngày càng tăng của nền kinh tế Ba Lan với nền kinh tế thế giới và nó chùn bước sau cuộc khủng hoảng dầu mỏ năm 1973. Năm 1976, chính phủ của Edward Gierek đã buộc phải tăng giá một lần nữa và điều này dẫn đến các cuộc biểu tình tháng 6 năm 1976.
Chu kỳ đàn áp và cải cách này [b] và cuộc đấu tranh kinh tế - chính trị đã đạt được những đặc điểm mới với cuộc bầu cử năm 1978 của Karol Wojtyła với tư cách là Giáo hoàng John Paul II. Sự thăng tiến bất ngờ của Wojtyła đã củng cố sự phản đối hệ thống độc đoán và không hiệu quả của chủ nghĩa xã hội nhà nước nomenklatura, đặc biệt là chuyến thăm đầu tiên của Đức Giáo hoàng đến Ba Lan năm 1979. Đầu tháng 8 năm 1980, một làn sóng đình công mới dẫn đến việc thành lập công đoàn độc lập mang tên " Đoàn kết " (Solidarność theo tiếng Ba Lan) do một thợ điện tên Lech Wałęsa lãnh đạo. Sức mạnh và hoạt động ngày càng tăng của phe đối lập đã khiến chính phủ của Wojciech Jaruzelski tuyên bố thiết quân luật vào tháng 12 năm 1981. Tuy nhiên, với những cải cách của Mikhail Gorbachev ở Liên Xô, gia tăng áp lực từ phương Tây và nền kinh tế rối loạn, chế độ cộng sản buộc phải đàm phán với các đối thủ. Cuộc thảo luận bàn tròn năm 1989 đã dẫn đến sự tham gia của Công đoàn Đoàn kết trong cuộc bầu cử năm 1989. Chiến thắng nổi bật của các ứng cử viên đã dẫn đến sự thành công đầu tiên của sự chuyển đổi thể chế từ chế độ cộng sản ở Trung và Đông Âu. Năm 1990, Jaruzelski từ chức tổng thống Cộng hòa Ba Lan; Sau cuộc bầu cử tổng thống, ông đã được Wałęsa thay thế.